# Joëlle Mélin

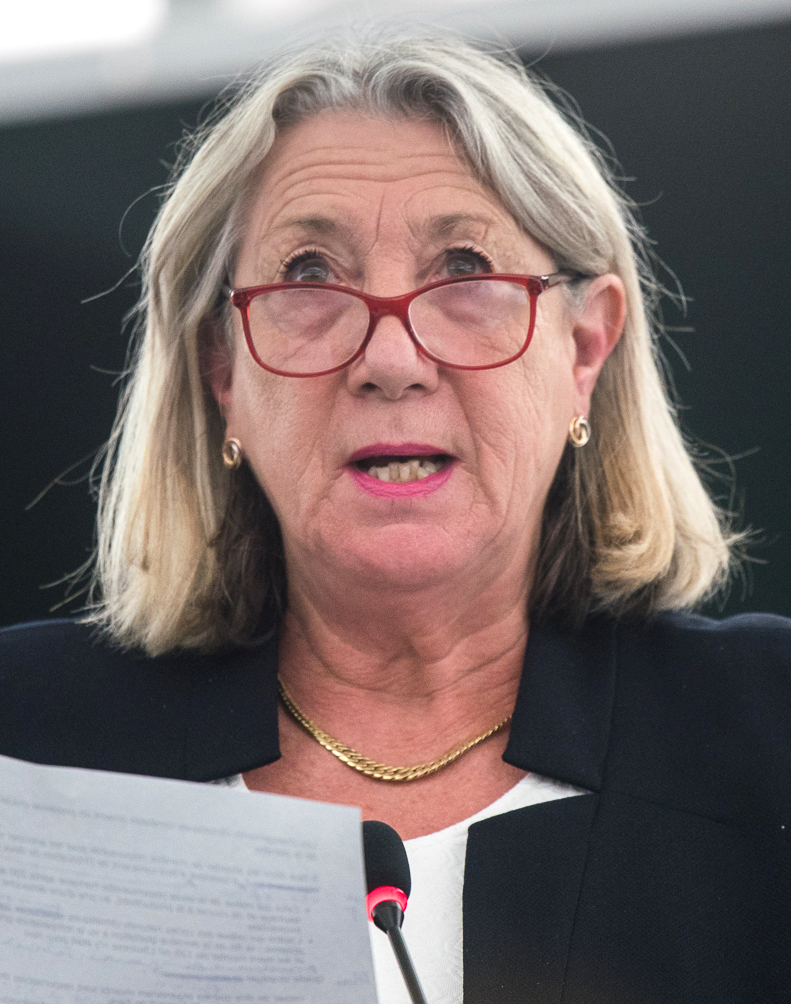
Joëlle Mélin (2019)

Joëlle Mélin (* 26. März 1950 in Versailles) ist eine französische Medizinerin und Politikerin (RN). Mélin ist 2014 Gemeinderätin in Aubagne und war bis 2015 Regionalrätin für die Region Provence-Alpes-Côte d’Azur. Des Weiteren war Mélin von 2014 bis 2022 Mitglied des Europäischen Parlaments. Von 2014 bis 2015 war sie fraktionslose Abgeordnete, 2015 war sie kurzzeitig Mitglied der ENF-Fraktion. Von 2019 bis 2022 war sie Mitglied der ID-Fraktion. Seit 2022 ist sie Abgeordnete der Nationalversammlung.

## Leben

### Ausbildung und berufliche Karriere als Medizinerin
Joëlle Mélin wurde am 26. März 1950 in Versailles geboren, wo sie auch das Lycée La Bruyère besuchte. Sie erwarb 1968 das lateinisch-griechische Abitur mit Auszeichnung. Anschließend studierte Mélin Medizin an der medizinischen Fakultät in Marseille und erwarb 1975 den Doktortitel.
Danach praktizierte Mélin von 1977 bis 1986 als Allgemeinmedizinerin in halbländlichen Gebieten. In dieser Zeit erwarb sie Diplome in Geriatrie, Schadensersatzrecht, Thermalismus, Sportmedizin, manueller Medizin und ein Fachdiplom in Re-Education und funktioneller Rehabilitation. Gleichzeitig arbeitete sie von 1975 bis 1988 als geriatrische Ärztin in spezialisierten geriatrischen Rehabilitationszentren.
Von 1986 bis 2002 arbeitete sie als Umerzieherin auf einer schweren technischen Plattform in der Stadtmedizin. Gleichzeitig erwarb sie ein Postgraduierung in Immuno-Rhumatologie und ein Universitätsdiplom in der Bewertung von schweren Schädeltraumata.
Darüber hinaus übt sie den Beruf der gerichtlichen medizinischen Sachverständigen aus, nachdem sie 1991 in die Liste der gerichtlichen Sachverständigen beim Berufungsgericht von Aix-en-Provence, in die Liste der gerichtlichen Sachverständigen in Sozialversicherungsangelegenheiten beim Berufungsgericht von Aix-en-Provence und in die Liste der zugelassenen Ärzte bei der Präfektur von Bouches du Rhône aufgenommen wurde.
Mélin ist unter anderem Mitglied der Compagnie nationale des experts médicaux sowie Ärztin im Rang einer Militärärztin der Reserve und als solche Trägerin der Medaille für freiwillige militärische Dienste (Médaille des services militaires volontaires) und der Nationalen Verteidigungsmedaille (Médaille de la Défense nationale) in Bronze im Bereich Gesundheit.

### Politische Laufbahn
Seit 1993 ist Mélin Mitglied des Front National (heute Rassemblement National, RN). Sie war ab 1995 mit der Koordination des Bereichs Gesundheit des FN, später für Gesundheit und Soziales. Sie war verantwortlich für die Koordination der Vorschläge von Mandatsträgern, Führungskräften und Experten des FN für die Präsidentschaftskampagne 2017 von Marine Le Pen. Seit 2001 ist sie auch Mitglied des Vorstandes des FN. Sie hat an zahlreichen lokalen Wahlkämpfen im Wahlkreis Aubagne in den Bouches du Rhône teilgenommen und an regionalen Kampagnen in der Region Provence-Alpes-Côte d’Azur, wo sie von 1998 bis 2014 Ratsmitglied war. Seit 2014 ist sie Stadträtin und Agglomerationsrätin von Aubagne.
Für die Europawahl 2014 nominierte der FN Mélin für den dritten Listenplatz im damaligen Europawahlkreis Südwest-Frankreich. In dem Wahlkreis errang der FN die Stimmenmehrheit (24,71 Prozent) und gewann damit drei der zehn Mandate im Wahlkreis, sodass Mélin direkt einzog. Wie alle FN-Abgeordneten war sie zunächst fraktionslos, erst zum Juni 2015 traten die FN-Abgeordneten der neugegründeten rechtsextremen Fraktion Europa der Nationen und der Freiheit (ENF) bei, zu der unter anderem auch die italienische Lega, die niederländische PVV und die österreichische FPÖ gehörten. In der achten Legislaturperiode war Mélin Mitglied im Ausschuss für Beschäftigung und soziale Angelegenheiten (EMPL) sowie im Ausschuss für Umweltfragen, öffentliche Gesundheit und Lebensmittelsicherheit (ENVI). Insgesamt war Mélin 10 Mal ENVI-Schattenberichterstatterin und 18 Mal EMPL-Schattenberichterstatterin für ihre Fraktion.
Offiziell war das FN-Mitglied und ab 2017 Abgeordnete France Jamet von 2014 bis 2016 als parlamentarische Mitarbeiterin von Joëlle Mélin angemeldet. Der Rassemblement National wird verdächtigt, ein System fiktiver Beschäftigung gefördert zu haben, das es ermöglichte, dass einige der Assistenten der RN-Europaabgeordneten aus europäischen Mitteln bezahlt wurden, obwohl sie eigentlich für interne Funktionen der rechtsextremen Partei eingesetzt wurden.
2019 nominierte der RN Mélin für den 6. Listenplatz für die Europawahl 2019, bei der Gesamtfrankreich als ein Wahlkreis fungierte. Bei der Wahl verlor der RN leicht an Stimmen (minus 1,5 Prozent), gewann dennoch 23 der 79 französischen Mandate, sodass Mélin direkt einzog und damit ihr Mandat verteidigte. Sie trat gemeinsam mit ihren RN-Parteikolleginnen und -kollegen der neugegründeten, rechtsextremen ID-Fraktion bei. Für die Fraktion war Mélin in der 9. Legislaturperiode Mitglied im Ausschuss für Industrie, Forschung und Energie, im Ausschuss für Umweltfragen, öffentliche Gesundheit und Lebensmittelsicherheit sowie im September 2020 eingerichteten Sonderausschuss zu Krebsbekämpfung. Des Weiteren war sie stellvertretendes Mitglied im Ausschuss für Landwirtschaft und ländliche Entwicklung.
Bei den Kommunalwahlen 2020 führt sie erneut die RN-Liste in Aubagne an.
Bei der Parlamentswahl in Frankreich 2022 wurde sie in die Nationalversammlung gewählt. Im Zuge dessen legte sie ihr Mandat im Europaparlament nieder. Für sie rückte Eric Minardi ins Europaparlament nach.